# Artyk
Artyk – osiedle typu miejskiego w Rosji, w Jakucji, w ułusie ojmiakońskim, ok. 100 km na wschodnio-południowy wschód od Ust´-Niery. W 2010 roku liczyło 509 mieszkańców.